# Tomopteris spartai
Tomopteris spartai är en ringmaskart som beskrevs av Terio 1950. Tomopteris spartai ingår i släktet Tomopteris och familjen Tomopteridae. Inga underarter finns listade i Catalogue of Life.